# المیرا سشینز
المیرا سشینز (انگلیسی: Almira Sessions; ۱۶ سپتامبر ۱۸۸۸ – ۳ اوت ۱۹۷۴) هنرپیشه اهل ایالات متحده آمریکا بود.
از فیلم‌ها یا برنامه‌های تلویزیونی که وی در آن نقش داشته‌است می‌توان به چه زندگی شگفت‌انگیزی، موسیو وردو، شب و روز، هوا همیشه مناسب است، بچه رزماری، شکوفه در غبار، سفرهای سولیوان، جنوبی، خورشید به‌روشنی می‌درخشد، بلو گاردنیا، مونتانا، جک و لوبیای سحرآمیز، و روزانا مک‌کوی اشاره کرد.